# Göran Wahlgren
Erik Göran Wahlgren, född 1 november 1929 i Bromma församling i Stockholm, död 15 maj 2019, var en svensk jurist.
Göran Wahlgren blev juris kandidat vid Stockholms högskola 1954. Efter tingstjänstgöring anställdes han 1956 i Svea hovrätt, där han blev utnämnd till fiskal 1957 och assessor 1963. Samma år blev han sakkunnig i Finansdepartementet, där han avancerade till kansliråd 1965 och departementsråd 1968. Han var hovrättsråd i Göta hovrätt 1972–1976 och regeringsråd 1976–1996. Från 1994 var han Regeringsrättens ordförande. Efter pensioneringen från Regeringsrätten var han ordförande i Gentekniknämnden 1997–2000.

## Utmärkelser
- Kommendör av Nordstjärneorden, 1 december 1973.[2]